# 913 Otila
Otila (asteroide 913) é um asteroide da cintura principal, a 1,8230658 UA. Possui uma excentricidade de 0,1703265 e um período orbital de 1 189,71 dias (3,26 anos).
Otila tem uma velocidade orbital média de 20,09301797 km/s e uma inclinação de 5,80343º.
Este asteroide foi descoberto em 19 de Maio de 1919 por Karl Reinmuth.